# Polygrammodes sabelialis
Polygrammodes sabelialis là một loài bướm đêm trong họ Crambidae.